# Aprikostofsspinnare
Aprikostofsspinnare, Orgyia antiqua, är en fjärilsart som beskrevs av Carl von Linné 1758. Aprikostofsspinnare ingår i släktet fjädertofsspinnare, Orgyia, familjen Näbbflyn, Erebidae och underfamiljen tofsspinnare, Lymantriinae. Arten har livskraftiga (LC) populationer i både Sverige och i Finland.
Hannen har gulbruna vingar med mörkare teckningar och en vit fläck nära bakre hörnet av de främre vingarna. Vingbredden är 27 till 33 millimeter. Den omkring 15 millimeter långa honan är gulgrå. Larverna är mörkt blågrå med röda vårtor och fyra svavelgula, tvärskurna hårborstar på ryggen, två framåtriktade knippen av svarta, greniga hår på första leden, ett bakåtriktat på ryggsidan av elfte leden samt ett sidoriktat av samma beskaffenhet på varje sida om femte leden. Hanen är dagaktiv, medan honan är nattaktiv. Fjärilen övervintrar som ägg.
Larven är polyfag och lever på olika lövträd och buskar. Den är bland annat funnen på hagtornar, prunusar, ekar, stenros, hallon, salix och rönn.

## Bildgalleri

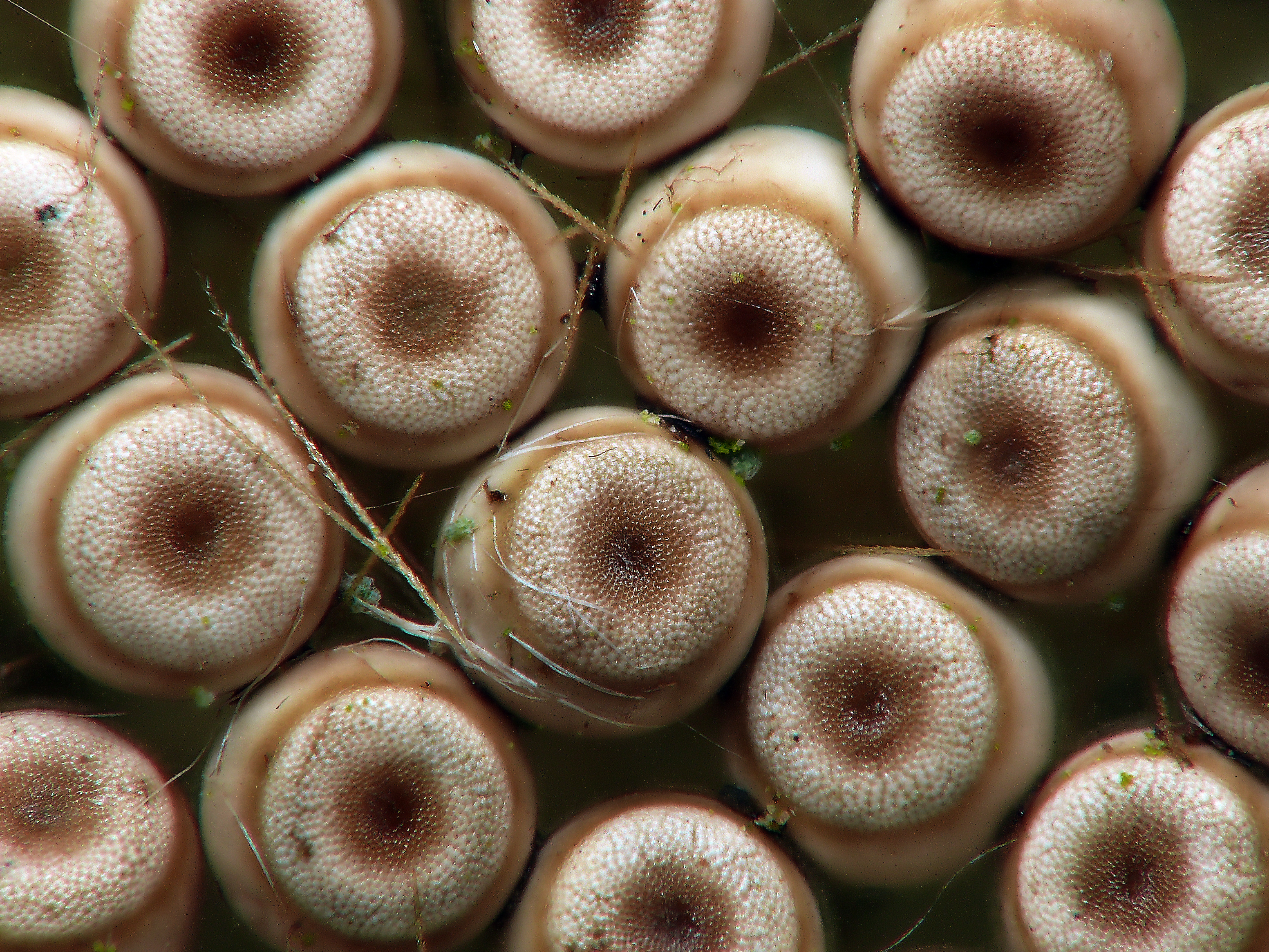
Fjärilens ägg
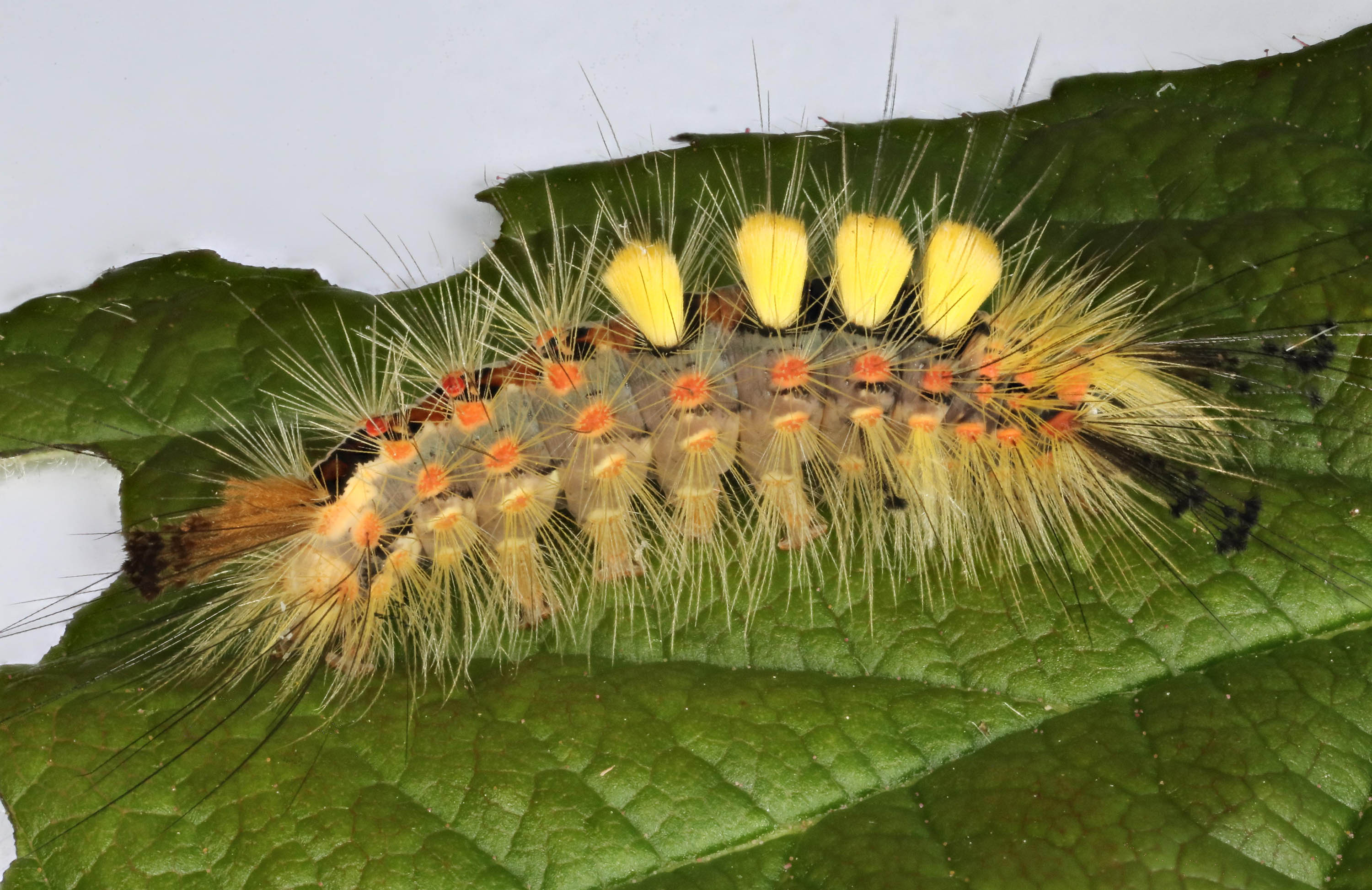
Fjärilens larv
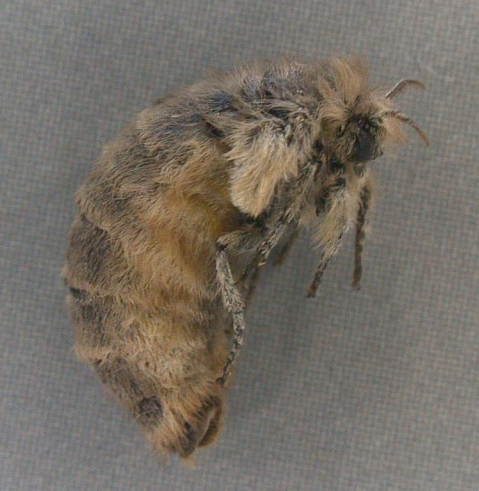
imago hona
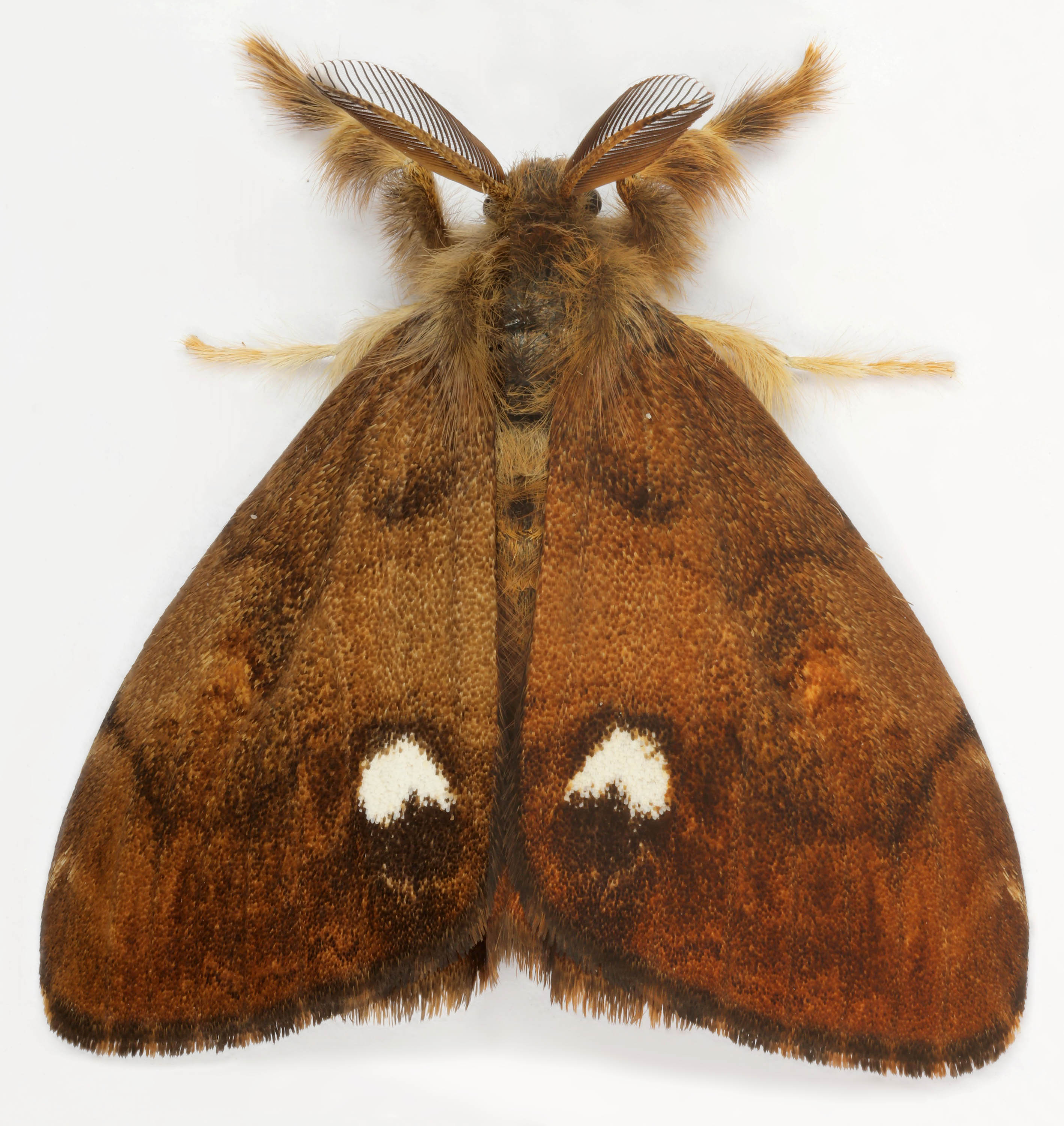
imago hane
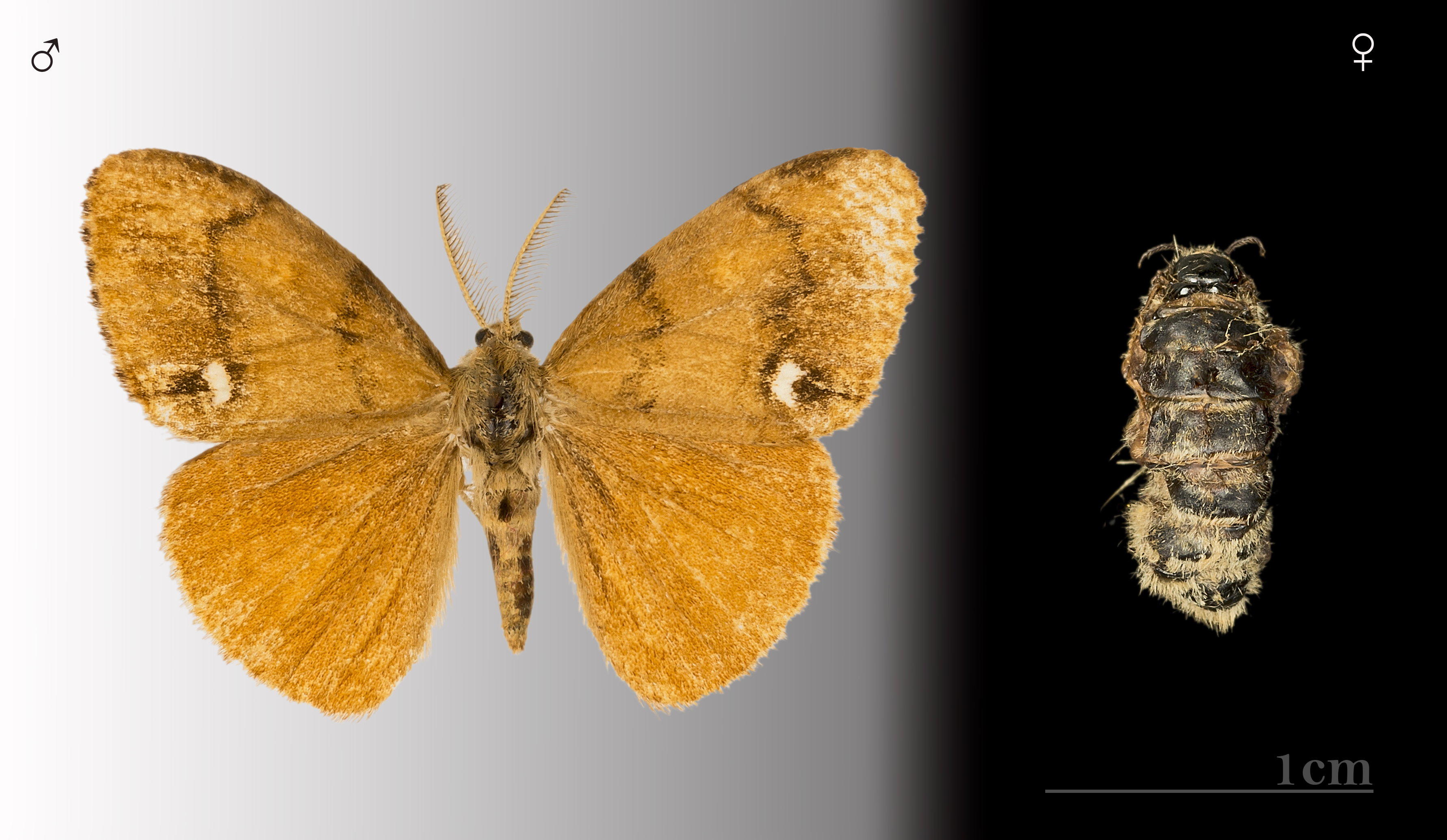
Preparerade (uppnålade) imago hane (t.v.) och hona (t.h.).